# Saint-Martial-le-Vieux
 Saint-Martial-le-Vieux  es una comuna (municipio) de Francia, en la región de Lemosín, departamento de Creuse, en el distrito de Aubusson y cantón de La Courtine.
Su población en el censo de 1999 era de 109 habitantes.
Está integrada en la Communauté de communes des Sources de la Creuse.

## Demografía
| 104 | 137 | 116 | 95 | 103 | 109 |
| Para los censos de 1962 a 1999 la población legal corresponde a la población sin duplicidades (Fuente: INSEE [Consultar]) |     |     |    |     |     |